# Camp de la Bassa (Castellcir)

El Camp de la Bassa respecte del terme de Castellcir

El Camp de la Bassa és un camp de conreu del terme municipal de Castellcir, a la comarca del Moianès.
Està situat a la zona occidental del terme de Castellcir, al sud-oest de la masia del Verdeguer, al costat de ponent de la bassa de la masia i del camí que mena al Verdeguer des del sud.